# Alex Koenigsmark
Alex Koenigsmark (27. května 1944 Plzeň – 23. ledna 2013 Praha) byl český spisovatel, dramatik a scenárista, syn spisovatele Josefa Koenigsmarka a malířky Aleny Koenigsmarkové.

## Život
Učil se kameníkem, vystudoval Střední průmyslovou školu kamenickou a sochařskou v Hořicích, na vojně u silničního vojska dosáhl hodnosti desátníka. V roce 1972 absolvoval obor dramaturgie na FAMU u prof. Milana Kundery, krátce pracoval ve Filmovém studiu Barrandov jako dramaturg, dále ve svobodném povolání. Napsal řadu televizních scénářů, většinou pro Slovenskou televizi. Ze svých děl měl osobně rád například Mário a kouzelník nebo Nebezpečné známosti, z těch pro Českou televizi Jasnovidec (2005, režie Jiří Svoboda), z filmových scénářů například Přezůvky Štěstěny (Galoše šťastia, 1988, režie Juraj Herz). Napsal několik divadelních her (Edessa, V posteli s Kressidou, Adié, miláčku, Den nevyzvednutých). Bylo mu vydáno několik knih, kupř. fejetony Jak se stal Rockefeller miliardářem, novelu Chlast aneb Cesta sekčního šéfa k moři a román Siromacha (MF, 2007). Poslední roky svého života strávil v Dobřichovicích u Prahy.
Byl nositelem ceny Evropský fejeton roku.
Zemřel roku 2013 v Praze. Byl pohřben na Vinohradském hřbitově.

## Dílo

### Scénář
- A.C. Dupin zasahuje (1970)
- Mário a kouzelník (1978; film vyhrál Stříbrnou nymfu v Monte Carlu za režii[6])
- Nebezpečné známosti (1979)
- Hra na telo (1979)
- Galoše šťastia (1986)
- Úsmev diabla (1987)
- V rannej hmle (1990)
- Závist (1995)
- Největší z Pierotů (5dílný TV seriál, 1990)
- Jasnovidec (2005)
- Masaryk (2016)

### Divadelní hry
- Edessa (1978)
- V posteli s Kressidou (1979)
- Adié, miláčku! (1980)
- Kdo mluví s koněm (1981)
- Mňau, aneb ach Thalie (1987)
- Profesionálové (1987)

### Knihy
- Cesta sekčního šéfa k moři (1990)
- Pánské historky (1993)
- Všechny pánské historky (1996)
- Ponuré grotesky – 3 divadelní hry z Činoherního studia Ústí nad Labem (1994)
- Jak se stal Rockefeller miliardářem aneb Neštěstí mohou být rozličná (2003)
- Příběh unavené manekýnky (2005)
- Siromacha (2007)
- Chlast aneb Cesta sekčního šéfa k moři (Akropolis 2009)
- Nesmrtelná duše aneb Facka má padnout rychle (Akropolis 2009)
- Černá krev (Akropolis 2011)